# Mary Lambert (chanteuse)
Pour les articles homonymes, voir Mary Lambert et Lambert.
Mary Lambert est une chanteuse américaine née le 3 mai 1989 à Seattle. Elle est célèbre pour sa collaboration avec Macklemore et Ryan Lewis sur le titre Same Love issu de l'album The Heist.

## Biographie
Elle est originaire de Seattle dans l'État de Washington. Elle a été élevée dans la foi pentecôtiste, mais sa famille a été expulsée de l'Église quand elle avait six ans parce que sa mère a annoncé être devenue lesbienne. Au lycée, elle est devenue chrétienne évangélique, membre de l'église de Mars Hill.
À l'âge de 17 ans, Mary Lambert fait son coming out en tant que lesbienne. Cela l'a incité à remettre sa foi en question, mais après quelque temps, elle a conclu que sa sexualité n’était pas en conflit avec le christianisme.

### Carrière
Mary Lambert est également connue pour ses travaux de poétesse. Les thèmes récurrents de ses textes sont fondés sur son expérience personnelle : l'homosexualité, le viol d'enfant ou la bipolarité. Ses chansons, souvent chargées d'émotion, sont, selon la critique, influencées par des artistes comme Adele ou Tori Amos,.

## Discographie

### Albums
- 2012 : Letters Don't Talk
- 2014 : Heart On My Sleeves

### Singles
- 2012 : Same Love de Macklemore et Ryan Lewis
- 2013 : She Keeps Me Warm
- 2014 : Secrets
- 2014 : Sum of Our Parts

## Filmographie
- 2021 : Arlo, le garçon alligator (film d'animation) de Ryan Crego - Bertie (voix)

## Distinctions
- MTV Video Music Awards 2013 : meilleure vidéo qui véhicule un message pour Same Love (partagé avec Macklemore et Ryan Lewis)